# Powiat Wirsitz
Ten artykuł należy dopracować:

przedstawiono sytuację tylko z niemieckiej perspektywy – artykuł powinien być przekrojowy.
Pomóż go poprawić. 
Powiat Wirsitz (niem. Landkreis Wirsitz, Kreis Wirsitz; pol. powiat wyrzyski) – dawny powiat pruski, znajdujący się od 1816 do 1920 w granicach rejencji bydgoskiej w Prowincji Poznańskiej, a w latach 1939–1945 w rejencji bydgoskiej Okręgu Rzeszy Gdańsk-Prusy Zachodnie. Teren dawnego powiatu należy obecnie do Polski. Siedzibą władz powiatu było miasto Wyrzysk (Wirsitz).

## Historia
Tereny dawnego powiatu po I rozbiorze Polski od 1772 do 1807 należały do Obwodu Nadnoteckiego w prowincji Prusy Zachodnie. W roku 1807 po pokoju w Tylży tereny weszły w skład Księstwa Warszawskiego. Powiat powstał 1 lipca 1816 pod nazwą Kreis Wirsitz. 1 stycznia 1818 miasto Kcynia (Exin) z powiatu została włączona do powiatu Schubin. W wyniku traktatu wersalskiego dnia 10 lutego 1920 powiat włączono do Polski i nazwę powiatu zmieniono na powiat wyrzyski. W 1939 powiat wyrzyski już jako Landkreis Wirsitz został przyłączony do III Rzeszy, rejencji bydgoskiej Okręgu Rzeszy Gdańsk-Prusy Zachodnie.
1 stycznia 1908 do powiatu należało:
- sześć miast: Wyrzysk (Wirsitz), Miasteczko Krajeńskie (Friedheim), Łobżenica (Lobsens), Mrocza (Mrotschen), Nakło nad Notecią (Nakel) i Wysoka (Wissek)
- 101 gmin
- 79 obszarów dworskich